# Ђура Џуџар
Ђура Џуџар (рсн. Дюра Джуджар; Ђурђево, 22. април 1954) крстурски је епископ (од 2018. године) и духовни поглавар гркокатолика у Србији. Претходно је обављао службу помоћног епископа у гркокатоличкој Мукачевској епархији, од 2001. до 2003. године, одакле је прешао на службу апостолског егзарха за гркокатолике у Србији и Црној Гори, коју је вршио од 2003. до 2013. године, а потом је обављао службу апостолског егзарха за гркокатолике у Србији, од 2013. до 2018. године.

## Биографија
Ђура Џуџар је рођен 22. априла 1954. године у Ђурђеву (Општина Жабаљ), у тадашњој Југославији, од оца Владимира и мајке Наталије. Основну школу завршио је у Ђурђеву, а гимназију у Риму, у Украјинској малој семинарији Светог Јосафата, 1973. године. У Риму је студирао и богословију као богослов Колегија Светог Јосафата. Пензионисани београдски надбискуп Габријел Букатко, који је обављао дужност апостолског администратора у упражњеној гркокатоличкој Крижевачкој епархији, посветио је 7. септембра 1980. године Ђуру Џуџара за свештеника. Потом се вратио у Рим и 1985. године докторирао на Правном факултету Источног папског Института у области источног канонског права.
Након завршетка постдипломских студија био је приватни секретар монсињора Мирослава Марусина, секретара Конгрегације за источне Цркве. Од 15. априла 1985. године почиње са радом у Конгрегацији за источне Цркве, најпре као службеник а касније и као начелник.
До 2001. године, Ђура Џуџар је 15 година провео на свештеничкој дужности у Риму у Конгрегацији за источне цркве, а био је члан и украјинске службе Радио Ватикан. Папа Јован Павле II га је 2001. године прогласио за титуларног владику Акраса и поставио на службу помоћног владике у гркокатоличкој Мукачевској епархији у југозападној Украјини. Церемонија посвете је одржана на дан Светог Јосифа, 19. марта, у базилици Светог Петра у Ватикану.

## Гркокатолички апостолски егзарх
На празник Успења Пресвете Богородице 28. августа 2003. године, за гркокатолике у Србији и Црној Гори је створен посебан Гркокатолички апостолски егзархат у Србији и Црној Гори (лат. Exarchia Apostolica pro fidelibus ritus byzantini in Serbia et Monte Nigro). Овај егзархат је задржао везу са Крижевачком епархијом. За првог гркокатоличког егзарха у Србији Црној Гори постављен је бискуп Георгиј (Ђура) Џуџар.
Почетком 2013. године, дошло је до нових промена, пошто су 19. јануара гркокатолици у Црној Гори изузети испод належности Гркокатоличког апостолког егзархата у Србији и Црној Гори и непосредно потчињени римокатоличким бискупима у Црној Гори, чиме је надлежност поменутог егзархата сведена само на Србију. Од тог времена, Ђура Џуџар обавља службу гркокатоличког апостолског егзарха у Србији.

## Гркокатолички крстурски епископ
Одлуком Ватикана од 6. децембра 2018. године, дотадашњи Гркокатолички апостолски егзархат у Србији уздигнут је на степен епархије, под званичним називом Гркокатоличка епархија Светог Николе у Руском Крстуру. У исто време, за првог крстурског епископа именован је дотадашњи егзарх Ђура Џуџар.
Према садашњем стању, Крстурска епархија заједно са Крижевачком епархијом чини Гркокатоличку цркву у Хрватској и Србији која литургију обавља на словенском обреду и користи црквенословенски језик и ћирилицу.